# Le Berceau de Cristal
Le Berceau de Cristal este al șaptelea album de studio al trupei germane de krautrock, Ash Ra Tempel. A fost înregistrat în 1975 pentru filmul cu același nume regizat de Phillipe Garrel și cu Nico și Anita Pallenberg din distribuție. Piesa de titlu a fost înregistrată live la data de 7 august 1975 la un concert susținut de Ash Ra Tempel împreună cu formația Can. 

## Tracklist
1. "Le Berceau de Cristal" (14:18)
2. "L'Hiver Doux" (12:53)
3. "Silence Sauvage" (5:54)
4. "Le Sourire Vole" (6:07)
5. "Deux Enfants Sous La Lune" (6:38)
6. "Le Songe D'Or" (4:27)
7. "Le Diable Dans La Maison" (2:57)
8. "...Et Les Fantômes Rêvent Aussi" (7:08)

- Toate piesele au fost compuse de Manuel Göttsching și Lutz Ulbrich (piesele 1 și 5-8)

## Componență
- Manuel Göttsching - chitară electrică, electronice, orgă Farfisa
- Lutz Ulbrich - chitară electrică și acustică, sintetizator